# Dragana
Dragana (bulgariska: Драгана) är ett distrikt i Bulgarien.   Det ligger i kommunen Obsjtina Ugărtjin och regionen Lovetj, i den centrala delen av landet, 100 km nordost om huvudstaden Sofia.
Omgivningarna runt Dragana är en mosaik av jordbruksmark och naturlig växtlighet. Runt Dragana är det glesbefolkat, med 13 invånare per kvadratkilometer.